# Derogenidae
Derogenidae är en familj av plattmaskar. Derogenidae ingår i klassen Neodermata, fylumet plattmaskar och riket djur.
Familjen innehåller bara släktet Derogenes.